# Caryocar
Pour le gentilé, voir Carioca.
Genre
Classification APG II (2003)
Synonymes
Selon GBIF (23 mars 2022) :
- Acantacarix Arruda ex Koster
- Acantacaryx Arruda ex Koster
- Acanthocarya Arruda ex Endl.
- Barollaea Neck.
- Pekea Aubl.[2]
- Rhizobolus G.Gaertn. ex Scherb.
- Rhizobolus Gaertn. ex Schreb.[2]
- Saouari Aubl.[2]
- Souari Aubl.

Caryocar est un genre de plantes à fleurs de la famille des Caryocaraceae, comptant une quinzaine d'espèces sud-américaines.

## Liste d'espèces
Selon GBIF (26 mars 2022) :
- Caryocar amygdaliferum Mutis
- Caryocar amygdaliferum Mutis ex Cav.
- Caryocar amygdaliforme G.Don
- Caryocar brasiliense A.St.-Hil.
  - Caryocar brasiliense subsp. brasiliense
  - Caryocar brasiliense subsp. intermedium (Wittm.) Prance & M.F.Silva
- Caryocar brasiliense Cambess.
- Caryocar coriaceum Wittm.
- Caryocar costaricense Donn.Sm.
- Caryocar cuneatum Wittm.
- Caryocar dentatum Gleason
- Caryocar edule Casar.
- Caryocar glabrum (Aubl.) Pers.
  - Caryocar glabrum subsp. album Prance & M.F.Silva
  - Caryocar glabrum subsp. glabrum
  - Caryocar glabrum subsp. parviflorum (A.C.Sm.) Prance & M.F.Silva
- Caryocar gracile Wittm.
- Caryocar harlingii Prance & Encarn.
- Caryocar microcarpum Ducke
- Caryocar montanum Prance
- Caryocar nuciferum L.
- Caryocar pallidum A.C.Sm.
- Caryocar villosum (Aubl.) Pers.

Selon World Flora Online (WFO) (26 mars 2022) :
- Caryocar amygdaliferum Mutis ex Cav.
- Caryocar amygdaliforme G.Don
- Caryocar brasiliense A.St.-Hil.
- Caryocar coriaceum Wittm.
- Caryocar costaricense Donn.Sm.
- Caryocar cuneatum Wittm.
- Caryocar dentatum Gleason
- Caryocar edule Casar.
- Caryocar glabrum (Aubl.) Pers.
- Caryocar gracile Wittm.
- Caryocar harlingii Prance & Encarn.
- Caryocar microcarpum Ducke
- Caryocar montanum Prance
- Caryocar nuciferum L.
- Caryocar pallidum A.C.Sm.
- Caryocar villosum (Aubl.) Pers.

Espèces valides selon The Plant List :
- Caryocar amygdaliferum Mutis ex Cav.
- Caryocar amygdaliforme G.Don
- Caryocar brasiliense A.St.-Hil.
- Caryocar coriaceum Wittm.
- Caryocar costaricense Donn.Sm.
- Caryocar cuneatum Wittm.
- Caryocar dentatum Gleason
- Caryocar edule Casar.
- Caryocar glabrum (Aubl.) Pers.
- Caryocar gracile Wittm.
- Caryocar harlingii Prance & Encarn.
- Caryocar microcarpum Ducke
- Caryocar montanum Prance
- Caryocar nuciferum L.  (syn. : Caryocar tomentosum Willd.)
- Caryocar pallidum A.C.Sm.
- Caryocar villosum (Aubl.) Pers.